# ويلبر س. سميث
ويلبر س. سميث (بالإنجليزية: Wilbur Cleveland Smith)‏ هو مدير فني أمريكي، ولد في 9 أغسطس 1884 في إنديبيندنس في الولايات المتحدة، وتوفي في 3 يوليو 1952 في نيو أورلينز في الولايات المتحدة.